# Ácido condroitinossulfúrico

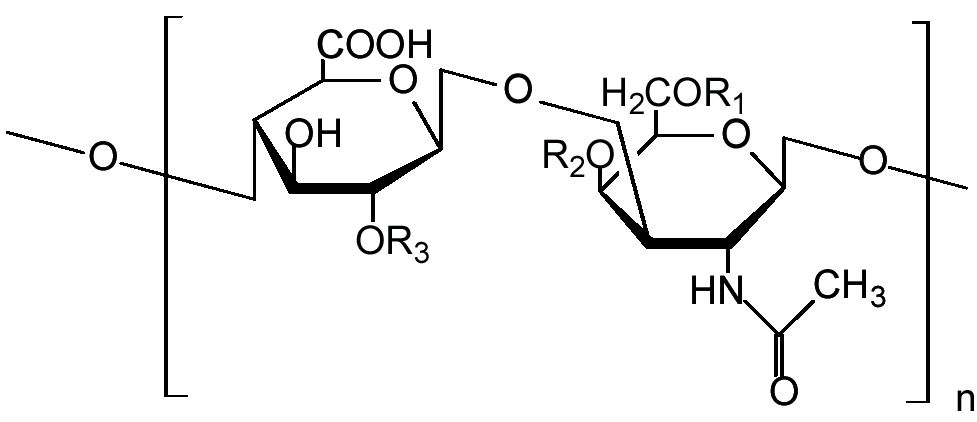
Estrutura química da unidade dissacárida que forma o sulfato de condroitina. Condroitina-4-sulfato: R_{1} = H; R_{2} = SO_{3}H; R_{3} = H. Condroitín-6-sulfato: R_{1} = SO_{3}H; R_{2}, R_{3} = H

Atuante em mecanismos de sustentação, aparece no tecido conjuntivo, principalmente nas cartilagens. Ácido condroitinossulfúrico é um dos ácidos que compõe a substância intercelular, responsável pela fixação entre as células, dando assim firmeza aos tecidos. É também um cimento celular o ácido hialurônico.
O sulfato de condroitina ou sulfato de condroitina é um heteropolissacárido sulfatado do grupo dos glicosaminoglicanos composto por uma unidade dissacarídica repetida formada por N-acetilgalactosamina e ácido glucurónico. O sulfato de condroitina está normalmente associado a proteínas, formando proteoglicanos. Uma cadeia de sulfato de condroitina pode consistir em mais de 100 açúcares individuais, cada um dos quais pode ser sulfatado em diferentes posições e em diferentes números.
O sulfato de condroitina é um componente importante da maioria dos tecidos de vertebrados e invertebradoss e é abundante naqueles com muita matriz extracelular, como os que formam o tecidos conjuntivos do corpo, cartilagem, pele, vasos sanguíneos, ligamentoss e  tendãos . O sulfato de condroitina fornece à cartilagem as suas propriedades mecânicas e elásticas e confere ao tecido grande parte da sua resistência à compressão.

## Descrição e propriedades físico-químicas
As cadeias de sulfato de condroitina são polissacarídeoss de comprimento variável que contêm dois monossacarídeoss alternados: ácido D-glucurónico (GlcA) e N-acetil -D -galactosamina (GalNac). Dentro desta unidade dissacarídica, as  ligações glicosídicas entre os açúcares são beta 1,3, e entre uma unidade dissacarídica e a seguinte são beta 1,4. Quando alguns dos resíduos de ácido glucónico são  epimerizados em  ácido L-idurónico (IdoA), o polissacárido resultante deixa de ser sulfato de condroitina, mas sim sulfato de dermatano .

### Ligação a proteínas
As cadeias de sulfato de condroitina estão ligadas a grupos hidroxil de resíduos serina nas proteínas. A forma exata como as proteínas são selecionadas para se ligarem aos glicosaminoglicanos é desconhecida. Empiricamente, as serinas glicosiladas são geralmente seguidas de glicina e possuem resíduos ácidos adjacentes.
A união das cadeias de glicosaminoglicanos inicia-se com quatro monossacáridos que formam um padrão fixo: xilose (Xil) - Galactose (Gal) - galactose - ácido glucónico (GlcA). Cada açúcar é acompanhado pela ação de uma enzima específica, o que permite múltiplos níveis de controlo sobre a síntese de glicosaminoglicanos. A xilose começa a unir-se às proteínas no retículo endoplasmático, enquanto o resto dos açúcares se junta no aparelho de Golgi.

### Sulfatação
Cada monossacarídeo pode ser sulfatado uma ou duas vezes.
Normalmente os hidroxils nas posições 4 e 6 da N-acetil-galactosamina são sulfatados. A sulfatação é realizada por sulfotransferases específicas. O grupo sulfato está ligado à galactosamina nas posições 4 e 6, o que explica a existência de dois isómeros de sulfato de condroitina. A sulfatação nestas diferentes posições confere atividades biológicas específicas às cadeias de sulfato de condroitina.

## Tipos
O sulfato de condroitina foi isolado muito antes de a sua estrutura ser determinada, o que levou a alterações nos seus nomes ao longo do tempo. Os primeiros investigadores designaram os diferentes frações desta substância.
| Carta de identificação     | Posição de sulfatação                        | Nome do sistema         |
| "Sulfato de condroitina A" | carbono 4 da N-acetilgalactosamina (GalNAc)  | condroitina-4-sulfato   |
| "Sulfato de condroitina C" | carbono 6 de GalNAc                          | condroitina-6-sulfato   |
| "Sulfato de condroitina D" | carbono 2 do ácido glucurónico e 6 do GalNAc | condroitina-2,6-sulfato |
| "Sulfato de condroitina E" | carbonos 4 e 6 da GalNAc                     | condroitina-4,6-sulfato |

Um nome antigo é "sulfato de condroitina B", que agora se chama sulfatos de dermatano, e já não é classificado como uma forma de sulfato de condroitina.
O termo condroitina (sem adição de "sulfato") é algumas vezes usado para designar a fracção com pouca ou nenhuma sulfatação, ainda que este uso não seja generalizado. 